# Dick Rosenthal
Richard Anthony «Dick» Rosenthal (San Luis, Misuri, 20 de enero de 1930-South Bend, Indiana, 11 de junio de 2024) fue un jugador de baloncesto estadounidense que disputó dos temporadas en la NBA. Con 1,96 metros de estatura, jugaba en la posición de escolta.

## Trayectoria deportiva

### Universidad
Jugó durante cuatro temporadas con los Fighting Irish de la Universidad de Notre Dame, en las que promedió 16,4 puntos por partido. Jugó también en el equipo de béisbol de la universidad.

### Profesional
Fue elegido en la cuarta posición del Draft de la NBA de 1954 por Fort Wayne Pistons, donde en su primera temporada, como suplente de George Yardley, promedió 7,8 puntos, 4,5 rebotes y 2,3 asistencias por partido. Tras un año en blanco por tener que cumplir con el servicio militar, regresó a las pistas en la temporada 1956-57, donde sólo disputaría 18 partidos, dejando el baloncesto profesional al finalizar la misma. En sus dos temporadas promedió 6,8 puntos y 4,1 rebotes por partido.

## Estadísticas de su carrera en la NBA
|  | Líder de la liga |

### Temporada regular
| Año     | Equipo     | PJ | MPP  | %TC  | %TL  | RPP | APP | PPP |
| ------- | ---------- | -- | ---- | ---- | ---- | --- | --- | --- |
| 1954-55 | Fort Wayne | 67 | 21.0 | .377 | .718 | 4.5 | 2.3 | 7.8 |
| 1956-57 | Fort Wayne | 18 | 10.4 | .266 | .529 | 2.9 | .9  | 2.8 |
| Total   | Total      | 85 | 18.8 | .362 | .702 | 4.1 | 2.0 | 6.8 |

### Playoffs
| Año   | Equipo     | PJ | MPP  | %TC  | %TL  | RPP | APP | PPP |
| ----- | ---------- | -- | ---- | ---- | ---- | --- | --- | --- |
| 1955  | Fort Wayne | 11 | 19.0 | .321 | .718 | 4.4 | 2.4 | 7.5 |
| Total | Total      | 11 | 19.0 | .321 | .718 | 4.4 | 2.4 | 7.5 |

## Vida posterior
Entre 1988 y 1995 fue el director Atlético de la Universidad de Notre Dame, siendo uno de los artífices de que los fighting Irish entraran a formar parte de la Big East Conference.